# Mesochorus constrictus
Mesochorus constrictus là một loài tò vò trong họ Ichneumonidae.